# Meyer Burger
Meyer Burger est une entreprise suisse de fabrication de cellules photovoltaïques, sise à Thoune, dans le canton de Berne,. Elle est l'un des derniers fabricants de panneau solaire en Europe.
Créée en 1953, elle produit d'abord des perceuses pour l'industrie horlogère, puis à partir des années 1970 des scies pour les plaquettes de silicium contenue dans les puces.
Elle produit ses propres cellules photovoltaïques depuis 2020.

## Directeur
- Depuis septembre 2024 : Franz Richter[1]
- 2020 à 2024 : Gunter Erfurt[6]
- 2017 à 2020 : Hans Brändle[7]
- 2002 à 2016 : Peter Pauli[8]